# Berkheya montana
Berkheya montana là một loài thực vật có hoa trong họ Cúc. Loài này được J.M.Wood & M.S.Evans mô tả khoa học đầu tiên năm 1897.